# Heroico Colegio Militar
El Heroico Colegio Militar es una institución de educación militar que depende de la Dirección General de Educación Militar y Rectoría de la Universidad del Ejército y Fuerza Aérea Mexicanos.
Tiene como misión “formar oficiales de las diferentes armas del ejército mexicano: Infantería, Caballería, Artillería, Zapadores, Policía Militar, Arma Blindada y del servicio de intendencia”.
Tiene como objetivo consolidar en el plantel un modelo educativo, filosófico, teórico y práctico, con el fin de incrementar la capacidad profesional del personal militar, apoyando con una arquitectura tecnológica en un ambiente laboral de calidad y competitividad.
De este plantel egresan los futuros generales, aquellos que se convertirán en los altos mandos de la Defensa Nacional, así como mandos de pequeñas y grandes unidades.

## Historia
En el año de 1818 el español Diego García Conde presentó un proyecto para crear una academia militar, con el propósito de instruir a los jóvenes que quisieran abrazar la carrera de las armas. Este proyecto no fue aceptado por la desconfianza que el gobierno tenía en adiestrar militarmente a los nativos de la Nueva España. Consumada la independencia de México, el brigadier Diego García Conde presentó al nuevo gobierno su proyecto para la creación de una escuela militar. El 29 de febrero de 1822, el Ministerio de Guerra de la primera Regencia informó a la Cámara de Diputados de dicho proyecto. Sin embargo, tampoco aprobó su creación.
A mediados de 1822 y siendo emperador Agustín de Iturbide, la academia quedó instalada en forma provisional en el antiguo edificio de la inquisición, siendo el brigadier García Conde su primer director, recibiendo oficialmente la denominación de Academia de Cadetes, Academia de Ingenieros y Colegio Militar de México. El 11 de octubre de 1823, el ministro de Guerra, General José Joaquín de Herrera, expidió un decreto donde se crea el Colegio Militar y ordena que se establezca en la Fortaleza de San Carlos de Perote en Perote, Veracruz. En 1824, Guadalupe Victoria ordena la creación del “Colegio de Aspirantes de Marina” o “Escuela Náutica de Tlacotalpan”, para lo cual 18 alumnos del Colegio Militar de Perote fueron nombrados aspirantes de 1.ª y 2.ª formando el pie veterano de esta escuela. En 1827, el teniente coronel Manuel Montaño exigió por medio de las armas la supresión de sociedades secretas y logias masónicas y exigió al Colegio Militar de Perote que se le uniera y amenazó con que habría consecuencias si no lo hacían. El personal de alumnos y directivos se negaron a secundar al teniente coronel Montaño, siendo este el primer acto de lealtad a la institución establecida. En marzo de 1828, retorna a México el Colegio Militar de Perote, quedando instalados provisionalmente en el convento de Betlehemitas. El 1 de julio se instala en el edificio de la antigua Inquisición.
El 11 de septiembre de 1828, Santa Anna se sublevó en Xalapa, Veracruz, desconociendo el proceso electoral y al Presidente Guadalupe Victoria, proclamando a Vicente Guerrero como ganador. El cuartelazo se inició cuando los rebeldes en masa capturan el edificio de La Acordada. Los alumnos del Colegio Militar se presentaron en el Palacio Nacional poniéndose a disposición del presidente Guadalupe Victoria, y combatieron de la Alameda Central a Palacio Nacional durante 4 días. El 4 de diciembre se concertó un armisticio, por el que Guadalupe Victoria es depuesto y queda en su lugar Vicente Guerrero.[cita requerida] El Colegio Militar regresa a su cuartel de la ex Inquisición y continúa con sus actividades normales.

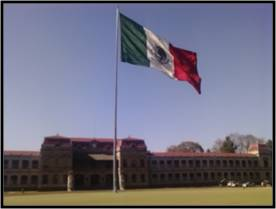
Instalaciones que ocupó el Heroico Colegio Militar, en Popotla.

El 13 de julio de 1840, estalló una asonada encabezada por Valentín Gómez Farías, el General José Urrea y otros, mismos que lograron penetrar en las habitaciones del presidente Anastasio Bustamante, haciéndolo prisionero. Las tropas leales se reunían en la Ciudadela bajo las órdenes del General Gabriel Valencia. El Director del Colegio Militar se traslada con alumnos a la Ciudadela, siendo recibidos por el general Valencia, que seleccionó a los alumnos menos infantiles incorporándolos a la columna de ataque, y los demás quedaron en la Guarnición de la Ciudadela como reserva. Los alumnos del Colegio Militar se posesionaron de la Iglesia de Jesús Nazareno, allí quedaron heridos los alumnos Juan Rico y Antonio Groso, muriendo después el primero. El 16 de julio fueron liberados el presidente Bustamante y el General Vicente Filisola, quienes se dirigieron a la Iglesia de Jesús Nazareno, y a las 11 de la noche se firmó el armisticio que dio término a la asonada.
El Colegio Militar cambió nuevamente de edificio en 1841 yendo al Castillo de Chapultepec, donde en 1847 hizo frente al invasor estadounidense durante la Guerra de Intervención estadounidense, ganando en ese momento la categorización de Heroico. Terminada la guerra y mientras se terminaban las obras de restauración, ocupó de nuevo el edificio de la Inquisición conocido ya entonces por San Lucas.
El 28 de noviembre de 1846, encontrándose de director del Colegio Militar el Capitán Graduado de Navío Francisco García, se suscitó el motín de los “Polkos”, mismos que pedían que el Colegio Militar definiera su situación política y que los secundara, a lo que les contestó que el “Colegio no era político y no tenía otra misión más que el estudiar”, negándose a secundar el motín.
En septiembre de 1847, siendo director el coronel de ingenieros Mariano Monterde, ante el avance de los estadounidenses, que la noche del día 11 emplazaron sus baterías entre las Haciendas de La Condesa y Chapultepec, al amanecer del día 12 rompen fuego sobre el Castillo de Chapultepec. En el transcurso del día 13 es atacado el Castillo, resultando muertos por la patria el teniente Juan de la Barrera y los alumnos Francisco Márquez, Fernando Montes de Oca, Vicente Suárez, Agustín Melgar y Juan Escutia.
En 1858 se trasladó al Extemplo de San Pedro y San Pablo (calle del Carmen), el cual hoy en día pertenece a la UNAM donde instaló la Hemeroteca Nacional y hoy el Museo de las Constituciones.
El 15 de octubre de 1858, se presentaron las fuerzas del general Miguel Blanco procedentes de Toluca con intenciones de atacar la capital. Las autoridades de la plaza se prestaron a la defensa y ordenaron que el Colegio Militar acudiera a detener la marcha del General Blanco, que avanzaba por la calzada de Tacuba. Los alumnos fueron conducidos a ocupar la Garita de San Cosme, donde combatieron férreamente, resultando muertos en el cumplimiento de su deber dos alumnos.
El 18 de marzo de 1859, la Ciudad de México es declarada en estado de sitio. El Colegio Militar participó activamente en la defensa de las barricadas y trincheras que se levantaron en las Garitas de Portazgo y alrededores de la capital. El enemigo ocupó Tacubaya y Chapultepec, y el 28 y 30 de marzo atacan la Garita de Belén, el 2 de octubre la Garita de San Cosme y la Garita de La Verónica, donde son rechazados y regresan a Chapultepec. Allí fueron atacados el 10 de abril por el general Leonardo Márquez, logrando el día 11 la retirada del enemigo rumbo a Azcapotzalco.

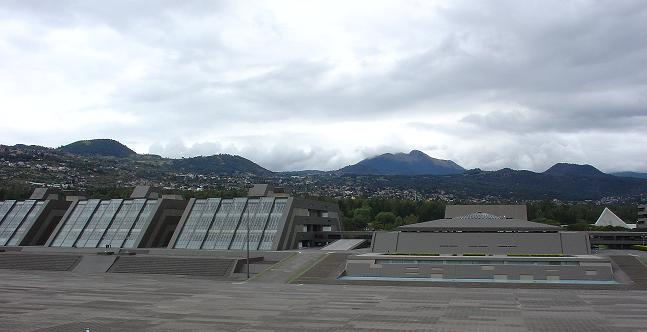
Las instalaciones del Heroico Colegio Militar, obra arquitectónica de Agustín Hernández Navarro y Manuel González Rul, inauguradas el 13 de septiembre de 1976.

Al término de la Guerra de Reforma en 1860, fue suprimido por el presidente Benito Juárez, que en su lugar fundó la Escuela Militar de Infantería y Caballería en el antiguo Convento de San Fernando (hoy museo anexo al Panteón de San Fernando).
La Academia cerró en 1863 con motivo de la Intervención Francesa.
En 1867, el Colegio es restablecido y ocupa como nueva sede parte del Palacio Nacional, luego el ex Convento de Santa Catarina (donde hoy se encuentra la Biblioteca Antonio Caso de la Facultad de Derecho de la UNAM) y después el edificio del Arzobispado en Tacubaya (posteriormente sede del Observatorio Astronómico Nacional y actualmente del Servicio Meteorológico Nacional, el Instituto Panamericano de Geografía e Historia y la Mapoteca Manuel Orozco y Berra).
En 1882 volvió a ocupar Chapultepec, donde el 9 de febrero de 1913 los cadetes, por órdenes del general Felipe Ángeles, se aprestaron para brindar escolta al Presidente de México Francisco I. Madero y acompañarle al Palacio Nacional para hacer frente a la sublevación con que dio inicio la Decena Trágica.
Los cadetes de marina se desvincularon del Colegio Militar cuando se fundó la Escuela Naval de Veracruz en 1897.
La noche del 8 al 9 de febrero de 1913, se inició la sublevación antimaderista encabezada por el General Manuel Mondragón. Cuando Madero tiene conocimiento de esta, manda llamar al Subdirector del Colegio Militar Teniente Coronel Víctor Hernández Covarrubias, ordenándole que las compañías de alumnos lo acompañaran al Palacio Nacional como escolta de honor. Madero logra entrar en el Palacio Nacional y los alumnos del Colegio Militar establecen los servicios de seguridad. Este acto es conocido como la Marcha de la Lealtad. El 10 de febrero, Madero ordena que el Colegio Militar se incorpore a Chapultepec.
Ocupó el edificio de la Escuela Militar de Aspirantes, clausurado nuevamente por el gobierno revolucionario en agosto de 1914 como una resultante de los Tratados de Teoloyucan.

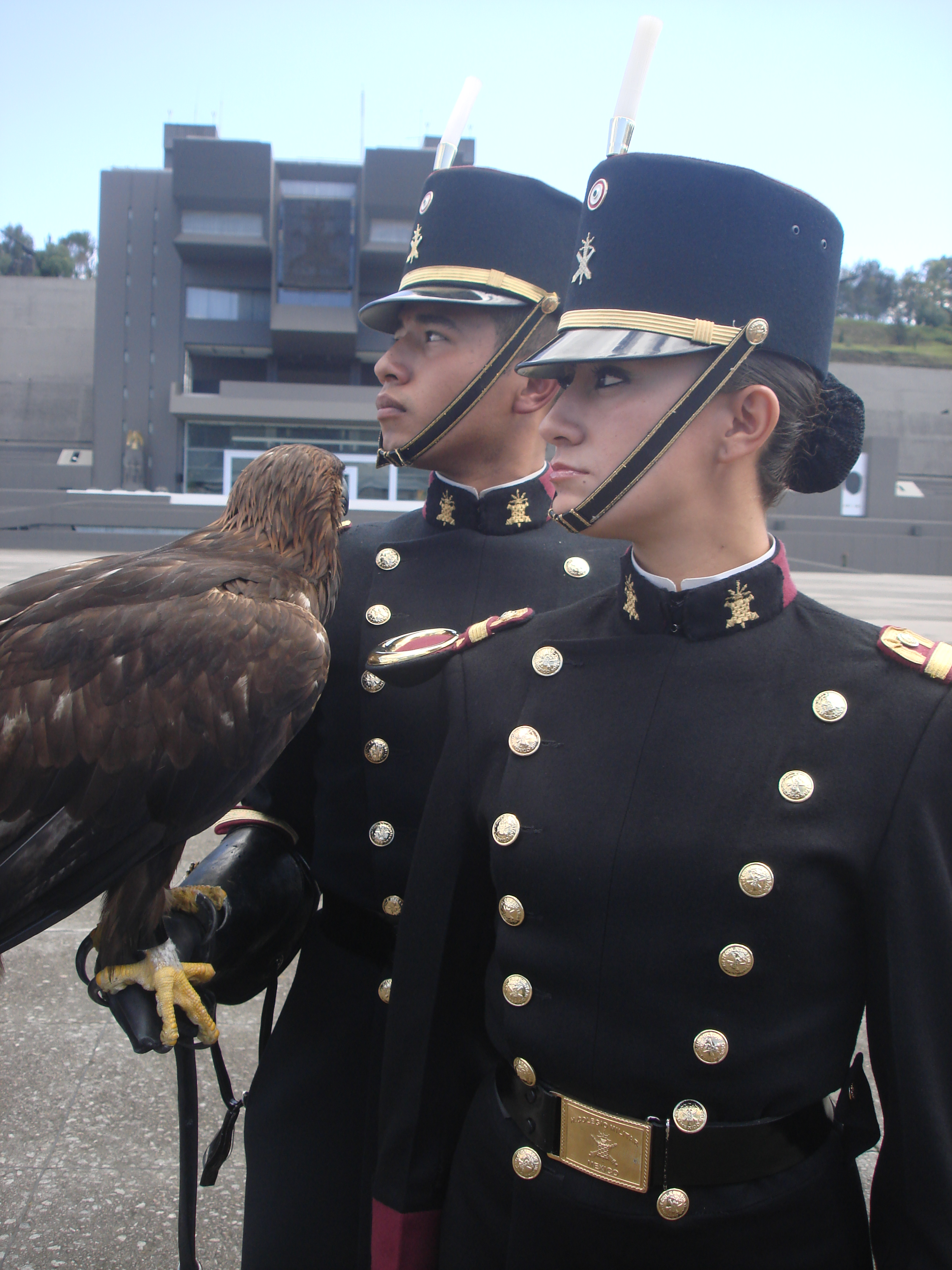
Ingreso de personal femenino al Hco. Colegio Militar.

Sustituido en 1916 como Academia del Estado Mayor en el ex Convento de La Encarnación (que alberga hoy a la Secretaría de Educación Pública).
El 1 de enero de 1920 se clausura esta academia y se restablece el Colegio Militar, asignándole un edificio que por muchos años le albergó en Popotla, inaugurado oficialmente el 5 de febrero del mismo año.
En 1920, Venustiano Carranza al enfrentar la rebelión de Agua Prieta, ordenó que a los alumnos del Colegio Militar se les dejara en libertad de decidir entre quedarse en la Capital o marchar con el Gobierno a Veracruz; todos permanecieron leales a Carranza. Se embarcaron en la estación de ferrocarriles de Buenavista. Amaneciendo el día 8 de mayo en Apizaco, Tlaxcala, desembarcó la Escuela de Caballería, debido al intenso ataque del enemigo, cubriendo la retaguardia. Como el enemigo seguía atacando la retaguardia, el Coronel Rodolfo Casillas - apoyado por los dragones del General Pilar R. Sánchez - ordenó la última carga al sable de la caballería en América, que cubrió de gloria al Colegio, logrando poner en fuga al enemigo.
El 10 de mayo de 1920, se reunieron en San Marcos los trenes que transportaban a Carranza y sus tropas, entre ellas el Colegio Militar. Allí fueron atacados y obligados a avanzar en dirección de los Aljibes, donde fueron sitiados, lamentándose la pérdida del alumno Ignacio L. Barba.
El 20 de diciembre de 1949, se declaran “Heroicos” al Colegio Militar y la Escuela Naval Militar por decreto del Honorable Congreso de la Unión.
El 13 de septiembre de 1976, se inauguran en ceremonia solemne las nuevas instalaciones del Heroico Colegio Militar en el Campo Militar n.º 1-C, Tlalpan, Distrito Federal.
El 4 de septiembre de 2002, es declarada la ciudad de Perote “Cuna del Colegio Militar” en sesión solemne de la Honorable Quincuagésima Novena Legislatura del Congreso del Estado de Veracruz.
El 1 de septiembre de 2007, por primera ocasión se permite el ingreso de personal femenino como cadetes, para cursar sus estudios y egresar como oficiales del servicio de intendencia.

## Condecoraciones otorgadas a la bandera de guerra

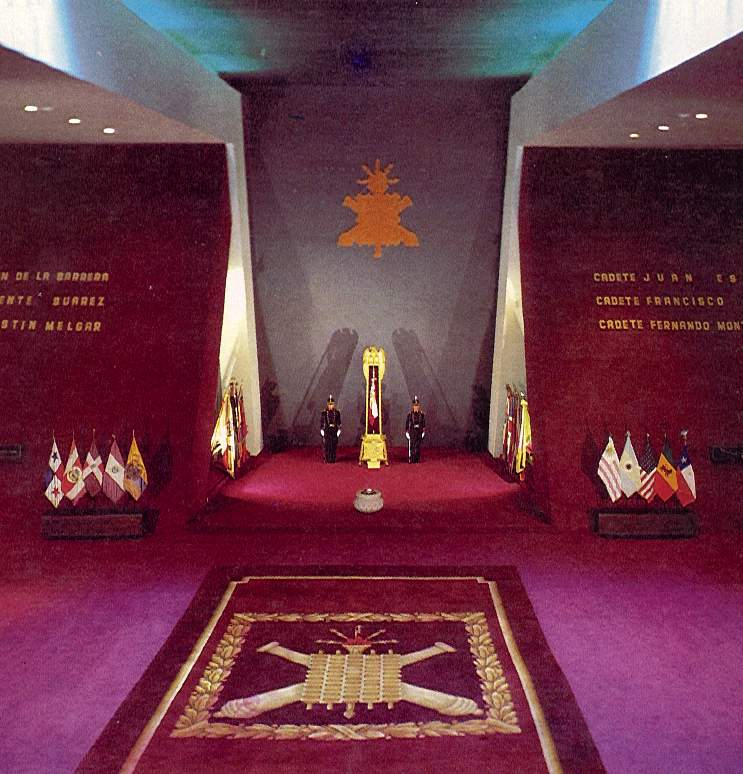
Sala de banderas del Heroico Colegio Militar.

Las siguientes son las condecoraciones otorgadas a la bandera de guerra del Heroico Colegio Militar:
- Corbata para la bandera con la inscripción bordada en hilo metálico dorado: "del H. Senado de la República al Heroico Colegio Militar por su lealtad" en 1973.
- Condecoración en oro por su lealtad otorgada por el senado de la República en 1973.
- Condecoración "Al Mérito" otorgada por la Fundación de Fuerzas Armadas del gobierno de la República de Honduras en 1973.
- Condecoración "Cruz del Ejército Venezolano", otorgada por el gobierno de la República de Venezuela.
- Condecoración "Al Mérito" otorgada por la República de Nicaragua.
- Cruz, Unión, Patria y Honor, Condecoración al Honor Nacional "General Guadalupe Victoria".
- Condecoración "Al Mérito Militar de 1.ª Clase" otorgada por la República de Guatemala.
- Medalla otorgada por el Honorable Cuerpo de Defensores de la República, con la leyenda "Sociedad de Defensores de la República Mexicana".
- Cruz de Honor con la leyenda "el Honor es su Divisa".
- Cruz otorgada por el Honorable Cuerpo de Defensores de la República con la leyenda "Defensores de la República desde 1836".
- Condecoración del Honorable Congreso de Nayarit.
- Condecoración "Legión Juvenil Mexicana Madrugadores XEQ".
- Cruz y placa de la república otorgada por el Honorable cuerpo de defensores de la República al patriotismo.
- Condecoración "Simón Bolívar" otorgada por el gobierno de la República de Guatemala.
- Condecoración "orden de Mayo al mérito militar en grado de cruz" con un gafete otorgada por el gobierno de la República de Argentina.
- Condecoración "Cruz de Honor" otorgada por el gobierno de la República de Venezuela.
- Medalla de la República, otorgada por la Sociedad "Venustiano Carranza" a la lealtad en mayo de 1920.

## Directores

### SigloXIX
| Director                         | Periodo   | Rango               |
| -------------------------------- | --------- | ------------------- |
| Diego García Conde               | 1818-1823 | General Brigadier   |
| Juan Domínguez y Gálvez          | 1823-1824 | Coronel             |
| José Manuel Arechaga             | 1825-1828 | Teniente coronel    |
| Ignacio Mora y Villamil          | 1835-1836 | Coronel             |
| Pedro García Conde               | 1836-1846 | General de Brigada  |
| Francisco García                 | 1846-1847 | Capitán de Navío    |
| Mariano Monterde                 | 1847-1853 | General Graduado    |
| Santiago Blanco Duque de Estrada | 1853-1854 | General             |
| Luis Tola Algarín                | 1854-1859 | General             |
| Mariano Monterde                 | 1859-1860 | General Graduado    |
| José Justo Álvarez Valenzuela    | 1861-1863 | General de Brigada  |
| Amado Camacho                    | 1868-1871 | Coronel             |
| Miguel Quintana González         | 1871-1880 | Coronel             |
| Sóstenes Rocha                   | 1880-1883 | General de División |
| Francisco de Paula Méndez        | 1883-1884 | General             |
| Juan Villegas                    | 1884-1906 | General             |

### Primera mitad delsigloXX
| Director                     | Periodo   | Rango               |
| ---------------------------- | --------- | ------------------- |
| Joaquín Beltrán Castañares   | 1906-1912 | General de Brigada  |
| Felipe Ángeles               | 1912-1913 | General de Brigada  |
| Miguel Bernard               | 1913      | Coronel             |
| Samuel García Cuéllar        | 1914      | General de División |
| Ángel Vallejo                | 1920      | General de Brigada  |
| Joaquín Mucel Acereto        | 1920      | General de Brigada  |
| Marcelino Murrieta Murrieta  | 1920-1921 | General de Brigada  |
| Víctor Hernández Covarrubias | 1921-1923 | General de Brigada  |
| José Domingo Ramírez Garrido | 1923      | General de Brigada  |
| Manuel Ángel Peralta         | 1923-1925 | General de Brigada  |
| Manuel Mendoza Sarabia       | 1925      | General de Brigada  |
| Amado Aguirre Santiago       | 1925      | General de Brigada  |
| Miguel M. Acosta Guajardo    | 1925-1927 | General de Brigada  |
| Juan José Ríos               | 1927-1928 | General de Brigada  |
| Gilberto R. Limón            | 1928-1931 | General de División |
| Joaquín Amaro Domínguez      | 1931-1935 | General de División |
| Rafael Cházaro Pérez         | 1935-1936 | General de Brigada  |
| Samuel Carlos Rojas Raso     | 1936      | General de Brigada  |
| Othón León Lobato            | 1936-1938 | General de Brigada  |
| Alberto Zuno Hernández       | 1939-1941 | General de Brigada  |
| Marcelino García Barragán    | 1941-1942 | General de División |
| Gilberto R. Limón            | 1942-1945 | General de División |
| Luis Alamillo Flores         | 1945-1948 | General de Brigada  |
| Rafael Ávila Camacho         | 1948-1950 | General de Brigada  |

### Segunda mitad del XX
| Director                          | Periodo   | Rango               |
| --------------------------------- | --------- | ------------------- |
| Tomás Sánchez Hernández           | 1950-1953 | General de División |
| Leobardo Ruiz Camarillo           | 1953-1955 | General de División |
| Francisco de Jesús Grajales Godoy | 1955-1959 | General de Brigada  |
| Jerónimo Gomar Suástegui          | 1959-1965 | General de División |
| Roberto Yáñez Vázquez             | 1965-1970 | General de Brigada  |
| Miguel Rivera Becerra             | 1971-1973 | General de Brigada  |
| Salvador Revueltas Olvera         | 1976      | General de División |
| Absalón Castellanos Domínguez     | 1976-1980 | General de División |
| Enrique Cervantes Aguirre         | 1980-1982 | General de División |
| Jaime Contreras Guerrero          | 1983-1985 | General de Brigada  |
| Carlos Cisneros Montes de Oca     | 1985-1988 | General de División |
| Carlos Duarte Sacramento          | 1988-1991 | General de División |
| Luis Ángel Fuentes Álvarez        | 1991-1994 | General de Brigada  |
| Rigoberto Castillejos Adriano     | 1994-1997 | General de Brigada  |
| Salvador Cienfuegos Zepeda        | 1997-2000 | General de Brigada  |

## Símbolos

### Himno
El himno del Heroico Colegio Militar fue escrito en 1931 por el profesor José Ignacio Ríos del Río.
| Director                         | Periodo             | Rango                                        |
| -------------------------------- | ------------------- | -------------------------------------------- |
| Tomás Ángeles Dauahare           | 2000-2002           | General de División                          |
| Manuel Sánchez Aguilar           | 2002-2003           | General de Brigada                           |
| Carlos García Priani             | 2003-2006           | General de Brigada                           |
| Francisco Tomas González Loaiza  | 2007-2008           | General de Brigada                           |
| Gonzalo Bernandino Durán Valdés  | 2008-2011           | General de Brigada                           |
| Sergio Alberto Martínez Castuera | 2011-2013           | General de Brigada                           |
| André Georges Foullon Van Lissum | 2013-2017           | General de Brigada diplomado de Estado Mayor |
| Julio Álvarez Arellano           | 2017-2020           | General de Brigada diplomado de Estado Mayor |
| Fidel Mondragón Rivero           | 2020-2023           | General de brigada diplomado de Estado Mayor |
| Jorge Antonio Maldonado Guevara  | Desde 2023 - Actual | General de Brigada diplomado de Estado Mayor |

| Coro Vibre el clarín de la guerra resuenen las fanfarrias redoblen los tambores una marcha triunfal y lleven de la patria a todos los confines tu nombre sacrosanto Colegio Militar tu nombre sacrosanto Colegio Militar | Estrofa Colegio sacrosanto de memoria bendita do forjaran sus almas Montes de Oca y Melgar la patria bate marcha de honor a tu pasado de epopeyas gloriosas y de nombre inmortal y en un gesto sublime de amor y de cariño bendice a los efebos que supieron morir bañados por las ráfagas de luz esplendorosa que el ángel de la gloria enviara del cenit. | Coro Vibre el clarín de la guerra resuenen las fanfarrias redoblen los tambores una marcha triunfal y lleven de la patria a todos los confines tu nombre sacrosanto Colegio Militar tu nombre sacrosanto Colegio Militar. |

### Marcha
Tuvo como nombre original "Marcha del Colegio Militar de México" y fue compuesta en 1947 con motivo del centenario de la gesta heroica de Chapultepec; el autor de la letra y la música fue el Teniente Escribiente José Sotero Ortiz Sánchez.
"Marcha del Heroico Colegio Militar"
Páginas del libro de la historia
del Heroico Colegio Militar
de epopeyas que ya jamás se borran
del santuario de la inmortalidad.
Canto que se eleva a la memoria
como ofrenda de honor a la lealtad
de los héroes que envueltos por la gloria
grandioso ejemplo que nos dio la libertad.(bis)
Juventud de mi patria sublime, que marcháis con gallarda ilusión
aumentaréis a la historia que escribe nobles hechos de sangre y honor.
Yunque forjador de hombres de guerra como Suárez, Escutia y Melgar,
Montes de Oca, Márquez y De la Barrera,
los niños héroes de mi México inmortal! (bis)

### Lema y exhorto
El lema del Heroico Colegio Militar “Por el Honor de México” nació de un concurso que realizó la radio “XEQ” en 1947, con motivo de los festejos del 13 de septiembre de 1847.
Exhorto: Diariamente después de finalizar la última lista de la tarde, previo al desfile de honor, el comandante del cuerpo de cadetes expresa a viva voz "Heroico Colegio Militar", a lo que el personal de cadetes responden al unísono de forma clara y enérgica "Por el Honor de México".

### Escudo
Desde su fundación hasta 1843 se tiene certeza de que el escudo oficial del colegio consistía en una granada de artillería con flamas. Desde el 1 de abril de 1879 se determinó por reglamento que el escudo estuviera integrado por dos cañones cruzados con las bocas hacia arriba, sobre estos una antorcha con llama, sobre ellos un cestón, rematado en la parte superior y tras el fuego de la antorcha siete rayos y sobre el cestón una ancla, ya que el colegio abarcaba la educación de la marina armada, todo esto en el medio de una corona de hojas de laurel. La actual forma del escudo se instauró en 1884.

#### Heráldica
Cada elemento del escudo tiene un significado:
- Flama del pebetero de la antorcha: simboliza el crisol que sublima las virtudes militares aunadas a la inteligencia, el conocimiento y la sabiduría.

- Cestón: la unión o el escudo para la defensa de los intereses de la Patria.

- Cañones: simbolizan la fuerza que debe obtener el cadete para una tenaz acción.

- Los rayos: representan cinco virtudes que deben adquirir los cadetes: Honor, Lealtad, Patriotismo, Valor y Abnegación.

## Uniformes
Al establecerse en febrero de 1822 la "Academia de Cadetes" en el edificio que usaba la Inquisición en la Ciudad de México, los militares de ese empleo pasaron a esta escuela como alumnos y se les asignó un modesto uniforme semejante al que usaba la infantería del Ejército Trigarante. Este uniforme se componía de una casaca de paño o punto de color azul turquí y un morrión negro con alargado pompón tricolor.
El 19 de noviembre de 1823, se expidió un reglamento que indicaba el uniforme que debían vestir aquellos alumnos, el cual consistía en una casaca sin solapas de color azur turquí, con vueltas, barras y vivos encarnados, la divisa del cuerpo sería de un rojo fuerte y los botones de metal blanco; el pantalón, también de color azul turquí, sería de corte ancho y caería sobre la bota, zapato o botín negros, el morrión y capote eran iguales a los que usaba la infantería permanente de entonces.
El reglamento expedido el 8 de diciembre de 1843 especificaba para los alumnos del Colegio Militar la casaca y el pantalón azul turquí, siendo aquella más oscura que el pantalón; el cuello, las vueltas, barras y vivos volvieron a su anterior color carmesí, pero el cuello y las vueltas fueron adornados con un galón de petatillo dorado de una pulgada de ancho. La memoria leída ante el Congreso General en el año de 1846 introduce algunas prendas no previstas en el reglamento anterior. Se tiene chacos con cinchos de cinta y de galón, gorras de cuartel, corbatines, guantes y cuchillos carmesí y verdes, estos últimos para los integrantes de la banda de guerra.
Este es el uniforme que los alumnos del Colegio Militar debieron usar en los días de la heroica defensa del Alcázar de Chapultepec, en septiembre de 1847. La memoria leída ante el Congreso General en el año de 1846 acerca del uniforme de los alumnos del Colegio Militar no prevista en el anterior Reglamento de 1843, se introducen chacos de cinta y de galón, gorras de cuartel y corbatines, casacas de paño azul de solapa con giñetas, pantalones de paño azul-gris, así como una levita de paño gris, una cartuchera fina para el uniforme de gala y otra corriente para los ejercicios.
En 1867, se restableció el régimen republicano. La drástica economía impuesta por el gobierno juarista alcanzó también al Colegio Militar, y un lacónico decreto fechado en el mes de agosto de ese año ordenaba para los alumnos: una levita derecha, pantalón y kepí azul oscuro, con vivos encarnados y botón liso dorado, con la iniciales C.M. en el frente del kepí.
El 7 de julio de 1898 fue expedido un nuevo reglamento de uniformes para Generales, Jefes, Oficiales y Tropa del Ejército. La sección que correspondía al Colegio Militar, asignó a los cadetes dos clases de prenda, de gala y de servicio interior. El color azul oscuro siguió en boga, así como la antigua levita con kepí y el chaquetín. La levita llevaba vivos carmesí en cuello, solapas, orillas verticales de faldones y sus carteras verticales, hombreras, presillas para cinturón y en las vueltas de mangas. El pantalón conservó sus dos franjas carmesí, 25 mm. Anchas con un vivo entre las dos.
Desde 1907 la presentación del Colegio Militar cambio adecuándose al nuevo siglo y siguiendo los lineamientos de los uniformes europeos. A consecuencia de este arreglo se usaba el casco prusiano, que apareció vistiendo una guerrera de paño azul-negro con hileras de siete botones y dos carteras atrás, con cuello y vueltas de terciopelo negro, barras y vivos carmesí, el pantalón del mismo paño llevaba las conocidas dobles franjas carmesí con un vivo en medio, en el cuello se colocó el escudo del cestón, cañones y antorcha dorados, todo el correaje era de charol negro y las partes metálicas doradas, el casco prusiano con moharra servía para media gala y para la gala se usaba el plumero o penacho blanco.
A partir de 1913 los cadetes vistieron una guerrera de paño azul-negro con hilera de dos botones, con cuello y vueltas de terciopelo negro y barras y vivos carmesí. El pantalón del mismo paño llevaba las conocidas dobles franjas carmesí, con un vivo en medio. En el cuello se colocó el escudo del cestón, cañones y antorcha dorados, y en los hombros, unas caponas doradas sin fleco.
El 26 de septiembre de 1919 se dispuso que en cuanto entrara a funcionar el nuevo Colegio después de haberse interrumpido seis años, los alumnos utilizarán tres clases de uniformes: gala, interior de paño, e interior de kaki plomo. El uniforme de 1919 fue el último de la larga serie de vestuarios al estilo francés que prevaleció en las Fuerzas Armadas de México y por consecuencia también en el Colegio Militar.
El reglamento promulgado el 4 de agosto de 1923, que entró en vigor el 1 de enero de 1924, inició una completa transformación en el estilo, color, divisas, material y hechura del uniforme del Ejército, incluyendo naturalmente el de los cadetes. El género básico fue el paño gris reglamentario y un dril gris, siendo los accesorios de cuero de color avellana. El siguiente cambio tuvo lugar unos seis años más tarde, cuya principal modificación consistió en la introducción de un color básico verde-gris para el servicio diario y de guarnición, negro para la gala y media gala, además de un conjunto blanco y beige con sus combinaciones para climas calurosos y puestos costeros. El citado reglamento de 1930 gozó de la larga vida, empero, en el transcurso de 42 años, fue expedido una larga sucesión de circulares y directivas que paulatinamente han transformado y ampliado las prendas, divisas, insignias, telas y colores de trajes castrenses.
El cambio verdaderamente notable, que ha dotado a los cadetes del H. Colegio Militar de un vestuario de carácter distinto al del conjunto de las Fuerzas Armadas nacionales, fue la introducción en 1947 de las prendas de gala que actualmente se conocen: la levita cruzada negra; con cuellos y puños carmesí, carteras y marruecas de terciopelo negro, doble hilera de siete botones dorados, caponas en hombros con medias lunas doradas, así como el kepí chacó negro introducido en 1960 (ros con penacho) un plumero blanco, concordia nacional, escudo, placa, salero y carrillera doradas, visera y barbiquejo de charol negro.
Este uniforme ha proporcionado a los cadetes una silueta que sigue reflejando con digno orgullo, la estima y cariño que la nación entera conserva por la tradición de su Heroico Colegio Militar.

##### Porra oficial
Es de infantes y artilleros

de dragones y blindados

de intendentes e ingenieros

Policías y banderos y la Guardia Nacional

ey ey ey.

A través de vendavales

entre lluvias y huracanes

con bravura tus titanes

a la gloria marcharán.

ey ey ey.

Calar calar calar,

calar calar calar,

arriba arriba arriba

el Colegio Militar.

ey ey ey.